# Pietro Scandelli
Pietro Scandelli (Crema, 16 ottobre 1941 – Crema, 5 ottobre 2020) è stato un ciclista su strada italiano.
Professionista dal 1963 al 1971, conta la vittoria di una tappa al Giro d'Italia.

## Carriera
Ciclista con caratteristiche di passista, si distinse come gregario di Vittorio Adorni, Michele Dancelli, Gianni Motta ed Eddy Merckx. Vinse una tappa al Giro d'Italia 1966 e fu secondo nell'ottava tappa del Giro d'Italia 1965 e nel Trofeo Baracchi dello stesso anno.

## Palmarès
- 1962

Milano-Tortona
- 1966

21ª tappa Giro d'Italia (Belluno > Vittorio Veneto)
1ª tappa, 1ª semitappa Cronostaffetta (Como > Inverigo, cronometro)
Classifica generale Cronostaffetta (con Gianni Motta e Michele Dancelli)

## Piazzamenti

### Grandi Giri
- Giro d'Italia

1965: 34º
1966: 30º
- Tour de France

1964: ritirato (1ª tappa)
1967: 44º
1969: 59º

### Classiche monumento
- Milano-Sanremo

1968: 38º